# Jean-Louis Lorenzi
Pour les articles homonymes, voir Lorenzi.
 (juillet 2023).
Si vous disposez d'ouvrages ou d'articles de référence ou si vous connaissez des sites web de qualité traitant du thème abordé ici, merci de compléter l'article en donnant les références utiles à sa vérifiabilité et en les liant à la section « Notes et références ».
Jean-Louis Lorenzi est un réalisateur français de télévision.

## Biographie
Jean-Louis Lorenzi est né le 2 juillet 1954 à Paris.
En digne héritier de son père, le réalisateur  Stellio Lorenzi, il s'inscrit dans une certaine tradition de la télévision dite de service public ; ses films sont empreints d'un réel humanisme dont sa "Colline aux mille enfants"  est un des plus beaux exemples qui connut un retentissement[non neutre] tel que ce film a été récompensé, aux États-Unis, en 1996, par un Emmy Award[source secondaire nécessaire].
Avec L'orange de Noël, dont l'héroïne est une institutrice débutante, à la veille de la guerre de 1914, confrontée à l'obscurantisme religieux et à d'autres formes d'intolérance, il entame un cycle de cinq films (L'orange de Noël ; La tranchée des espoirs ; Le bal des célibataires ; Chat bleu, chat noir ; Epuration), couvrant l'entre-deux guerres, l'Occupation et la Libération, qui met en valeur des personnages de femmes volontaristes et combatives, messagères d'un idéal de liberté et d'amour.

## Filmographie
- 1981 : Le Mythomane, série en six épisodes de Michel Wyn (assistant réalisateur)
- 1984 : Et demain viendra le jour
- 1985 : Les Prisonnières
- 1994 : La Colline aux mille enfants
- 1996 : Château Magot
- 1996 : L'Orange de Noël
- 1997 : La Mère de nos enfants
- 1997 : Mireille et Vincent
- 1999 : Revient le jour
- 2000 : Le Blanc et le rouge
- 2001 : L'Ami Fritz
- 2003 : La Tranchée des espoirs
- 2005 : Le Bal des célibataires
- 2007 : Chat bleu, chat noir
- 2007 : Épuration
- 2008 : Beauregard
- 2010 : Rideau Rouge à Raïsko
- 2013 : À demain sans faute